# Mhadjeb
Mahdjouba (arabo: محجوبة) o Mhadjeb è un pane piatto a base di semola, simile a una crêpe, originario dell'Algeria.
Piatto tradizionale algerino, il Mhadjeb è un sottile pane piatto a base di semola, simile a una crêpe, solitamente farcito con un composto di cipolla, aglio, pomodoro, peperoni e spezie. È molto popolare in tutte le regioni dell'Algeria, comprese le regioni meridionali come Ouargla, Ghardaia e Tamanrasset. È uno dei piatti essenziali offerti dal cibo di strada algerino. Il mahdjouba, che significa "coperto" o "velato" in dārija algerino, è originario dell'Algeria meridionale Biskra, Touggourt. È la variante ripiena di verdure del Msemmen, un tradizionale pane piatto nordafricano.

## Etimologia
Mahdjouba in dārija algerino significa velato o nascosto.